# Keetia zanzibarica
Keetia zanzibarica är en måreväxtart som först beskrevs av Johann Friedrich Klotzsch, och fick sitt nu gällande namn av Diane Mary Bridson. Keetia zanzibarica ingår i släktet Keetia och familjen måreväxter.

## Underarter
Arten delas in i följande underarter:
- K. z. cornelioides
- K. z. gentilii
- K. z. zanzibarica